# Referendo na Suíça em novembro de 2009

Resultados do referendo por cantão. A vermelho a oposição à proibição de construção de novos minaretes, a verde apoio à proibição..

O referendo suíço de novembro de 2009 foi realizado no dia 29. A proposta era a proibição da construção de novos minaretes no país. Também o banimento da exportação de armas e material de guerra está em jogo na votação.
O governo e os grandes partidos, tanto de esquerda como de centro-direita, pediram aos suíços que rejeitem a proibição. O executivo alertou para os sérios problemas que ela pode trazer na política externa do país. O Conselho Suíço de Religiões, que agrupa igrejas cristãs e as comunidades judaicas e muçulmanas, fez coro da condenação. Com as sondagens a darem vitória à não-proibição, a expectativa é agora enorme.
Na Suíça, os estrangeiros são 20% da população, por isso, este é um referendo particularmente sensível. Aproximadamente 400 000 são muçulmanos. Das 180 mesquitas existentes na Suíça, apenas quatro têm minaretes, nenhum dos quais é usado atualmente para chamar os fiéis à oração.

## Resultados
Foram três as perguntas em que os suíços votaram:
A proibição de construção de novos minaretes no país foi aprovada por 57,5% dos eleitores.

A proibição de exportação de armas e material de guerra foi rejeitada, e um projecto de comboio regional transfronteiriço entre a França e a Suíça foi aprovado, assim vai existir uma nova ligação ferroviária entre Genebra e a cidade francesa fronteiriça de Annemasse.